# Josemi
Josemi eller Jose Miguel Gonzales Rey, född 15 november 1979 i Torremolinos, är en spansk före detta fotbollsspelare. Josemi spelade främst som högerback men kunde även spela som mittback.

## Karriär
Josemi inledde sin karriär i Málaga innan han blev Rafael Benitez första värvning som Liverpooltränare när Benitez betalade 2 miljoner pund för spanjoren sommaren 2004. Efter att ha inlett sin första säsong i Liverpool positivt blev han utvisad i 4-2-segern mot Fulham och förlorade efter det sin plats i startelvan till Steve Finnan. En knäskada som höll honom borta från spel i fyra månader gjorde att han bara spelade 14 matcher under säsongen. Han satt på bänken när Liverpool vann Champions League-finalen mot AC Milan i maj 2005.
Den 29 december 2005 tillkännagavs det att Liverpool och Villarreal CF kommit överens om att byta Josemi mot Jan Kromkamp när transferfönstret öppnade i januari 2006.
Efter att ha gjort 32 framträdanden i ligan för Villarreal under två säsonger såldes han i juli 2008 till RCD Mallorca som därmed blir Josemis tredje spanska klubb.

## Meriter
- 2002-03 UEFA Intertoto Cup
- 2004-05 UEFA Champions League
- 2005-06 UEFA Super Cup